# ディエゴ・フォルラン
ディエゴ・フォルラン・コラソ（Diego Forlán Corazo (スペイン語発音: [ˈdjeɣo foɾˈlan]) , 1979年5月19日 - ）は、ウルグアイ、モンテビデオ出身の元サッカー選手、指導者。元ウルグアイ代表。ポジションはフォワード、ミッドフィールダー。バスク系ウルグアイ人。現在はプロテニス選手。
ピチーチ賞とヨーロッパ・ゴールデンシューの両方を2度受賞している。2010ワールドカップでは、ウルグアイ代表として5ゴールを挙げて得点王に輝き、大会最優秀選手としてゴールデンボールを受賞するなど、個人的にも大きな成功を収めた。フリーキックの名手でもある。

## 経歴

### クラブ

#### キャリア初期
祖母はヨーロッパにあるバスク地方のギプスコア県オンダリビア出身のバスク人であり、まずアルゼンチンに、その後ウルグアイに渡った。母方の祖父であるフアン・カルロス・コラソは1962年の1962 FIFAワールドカップのウルグアイ代表監督で、父親のパブロ・フォルランも元サッカー選手で1974 FIFAワールドカップへの出場経験を有する。少年時代はテニスの腕も一流だった。学生時代は学業も疎かにせず、成績も優秀であり、高校はモンテビデオ市内有数の名門校に通っていた。語学は、母国語のスペイン語に加え、フランス語、ポルトガル語、イタリア語、英語で会話することができる。
12歳の時に姉が交通事故により恋人と下半身の自由を失う。姉の治療費は高額で、この事を知ったディエゴ・マラドーナが募金を呼びかけたものの、家計は圧迫された。15歳のフォルランは、姉のために1年間の期限という約束で父親の所属していたCAペニャロールと契約し、結果を出した。2000年にアルゼンチンのCAインデペンディエンテに移籍し、2001年にカップ戦を含めて23ゴールをあげた。

#### マンチェスター・ユナイテッド
2002年1月、プレミアリーグのマンチェスター・ユナイテッドに移籍金690万ユーロで移籍した。1月29日のボルトン戦でデビューしたが、2001-02シーズンは無得点に終わった。9月18日、UEFAチャンピオンズリーグのマッカビ・ハイファFC戦でPKを決めて移籍後初ゴールを挙げ、10月26日のアストン・ヴィラ戦でリーグ戦初ゴールを決めた。2002-03シーズンはチェルシー戦でロスタイムに決勝点となるボレーシュートを決め、アンフィールドでのリヴァプール戦で2得点するなど、通算6ゴール（内4ゴールは決勝点）を記録し、クラブのリーグ制覇に貢献した。2002年12月のサウサンプトン戦では試合終了間際にゴールを決めた。2003-04シーズンは通算4ゴールと不振に喘いだ。マンチェスター・Uでは2シーズン半で95試合に出場して17得点を決めたが、2004年8月にFWウェイン・ルーニーが加入したことにより、ポジション争いが激しさを増すことが予想された。

#### ビジャレアルCF
2004年には所属選手をバスク人に限定するチーム哲学で知られるアスレティック・ビルバオへの移籍に興味を示したが、移籍金などの問題もあって実現しなかった。2004年8月21日、フォルランはリーガ・エスパニョーラのビジャレアルCFに新天地を求めた。移籍初年度の2004-05シーズンはリーグ戦38試合で25ゴールをあげ、アルゼンチン代表フアン・ロマン・リケルメらと共にクラブをUEFAチャンピオンズリーグ出場権を得る3位に導いた。また、FCバルセロナのサミュエル・エトーらを抑えて得点王（ピチーチ賞）のタイトルを獲得し、アーセナルFCのFWティエリ・アンリと並んでヨーロッパ・ゴールデンシューを受賞した。得点の内訳は右足で14得点、左足で10得点、頭で1得点であり、両足を同等に扱えることを証明した。翌2005-06シーズンは調子を落とし、10ゴールに終わったが、3シーズン目の2006-07シーズンは19ゴールを決めてUEFAカップ出場権獲得に貢献した。ビジャレアル在籍時はフォワードの選手ながら守備的な選手が付けることが多い背番号5を付けていた。これは空いていた背番号をもらったとのことであるが、現役を引退した兄と同じ番号でもある。

#### アトレティコ・マドリード
2007年6月30日、エースストライカーのフェルナンド・トーレスを手放していたアトレティコ・マドリードへ移籍金2100万ユーロ（約35億円）で移籍した。2007-08シーズンはFWセルヒオ・アグエロと2トップを組み、16ゴールを決める活躍を見せた。
2008-09シーズンはリーグ戦33試合に出場して32ゴールをあげ、またしてもFCバルセロナのエトーを抑えて自身2度目の得点王を獲得し、2度目となるヨーロッパ・ゴールデンシューを受賞した。リーガ・エスパニョーラで30ゴール以上をあげたのは1996-97シーズンのロナウド以来の記録である。
2010年4月22日、UEFAヨーロッパリーグ準決勝リヴァプール戦1stレグで試合唯一となる得点を決め、2ndレグでも得点して決勝進出に貢献した。フラムと対戦した決勝では2ゴールを挙げて2-1で勝利。アトレティコにUEFAヨーロッパリーグ優勝をもたらした。
2010-11シーズンは8得点に終わり、監督のキケ・フローレスの確執が度々報じられる など、キャリア最低のシーズンとなった。夏の移籍市場ではインテルへの移籍の可能性が報じられる。8月29日に本人が退団会見を開き、アトレティコのファンに別れを告げた。

#### インテル、インテルナシオナル
2011年8月31日、インテルナツィオナーレ・ミラノ（インテル）と2年契約を結んだことが発表された。しかし、怪我やディエゴ・ミリートの好調もあり、リーグ戦18試合出場で2ゴールにとどまった。
2012年7月、インテルとの契約を解除し、インテルナシオナルに移籍。

#### セレッソ大阪
2014年1月、セレッソ大阪と2014年12月までの完全移籍で合意。2014年3月18日に行われたAFCチャンピオンズリーグ・ブリーラム・ユナイテッドFC戦で移籍後初ゴールを挙げ、3月23日に行われた鹿島アントラーズ戦でJリーグでの初ゴールを決めた。ACLの山東魯能戦でチームの16強入りを決める決勝点を決めた。リーグ戦では中断期間までの13試合で6ゴールを決めた。キックの精度やシュート力だけでなく、シュートを打つためのスペースと時間を作る動きなどストライカーとしての魅力は見せたが、加入前のレヴィー・クルピ監督退任から続いていた経営陣の迷走により、南野拓実ら他の選手と同様にその能力を全て発揮出来なかった。また、当時のチーム状況について柿谷曜一朗は「それまでは香川真司、乾貴士、清武弘嗣が中心としているうえで外国籍選手がいた。でも、世界的選手のフォルランがやってきて誰がフォルランに合わせるかというチームになった。セレッソはそういう事をしないチームだと思っていた」と話している。
ランコ・ポポヴィッチがクラブから解任され、後任のマルコ・ペッツァイオリの元では途中交代となった際、ベンチの側にあったボトルを蹴り上げ厳重注意を受けた。ペッツァイオリ解任後就任した大熊裕司はフォルランをベンチに置くことが多く、22節神戸戦を最後にスタメンに名を連ねることはなく、残留の懸かった最終盤でもベンチに入ることはなかった。南米などで移籍先を探ったが、好オファーがなく断念。自身に主導権があったＣ大阪との契約延長オプションを行使し、半年契約で残留が決まった。
4月29日に行われた京都サンガF.C.戦で来日初ハットトリックを達成。5月17日のV・ファーレン長崎でのゴールは セレッソでの最後のゴールとなった。
2015年6月1日の16節終了時点で10得点を挙げ、J2得点ランキング1位にランクイン していたが、セレッソは高額な年俸などを理由に7月末で切れる契約を延長しない事が発表された。また、フォルランも8日に自身のツイッターに「1年半の契約を終え、セレッソ大阪との契約を更新しないことにしました。クラブに感謝します。ありがとうございました!」とチームを退団する事を報告している。7月31日まで契約だったが、クラブと本人が合意し、6月22日付での契約満了へとなった。6月21日に行われた徳島ヴォルティス戦の試合終了後に退団セレモニーが行われ、「今日は寂しい思いをしている。こんなに大好きなチームを去ることは残念だが、心の底から昇格を願っている。またいつの日か日本に帰ってきて、みなさんと会える日を楽しみにしています!」と話した。高額な年俸の割に結果が残せなかったことに批判もあったが、フォルランはクラブに残せたものについて「自分の姿勢や人間的な部分を見てもらえているとしたら、それは伝わっているのではないか」とコメントしており、チームメイトだった山口蛍も「プロとして模範となる姿勢はしっかり見せてくれたと思う」と話している。

#### ペニャロール
2015年7月に父親であるパブロ・フォルランが長年にわたってプレーし、自身も下部組織として所属していたウルグアイのCAペニャロールへ移籍。24年ぶりの古巣復帰となった。復帰戦となったモンテビデオ・ワンダラーズとの親善試合で2ゴールを挙げる活躍をした。
2015-16シーズン31試合8得点を記録し、クラブの3シーズンぶり50度目のリーグ優勝に貢献した。しかし、2016年6月15日に退団を発表した。

#### ムンバイ・シティFC
2016年8月にインド・スーパーリーグのムンバイ・シティFCと3ヶ月の短期契約を結んだ。

#### 傑志
ムンバイ退団後は無所属が続いていたが、2018年1月に香港プレミアリーグの傑志に加入した。同年5月、契約満了となり退団。
2019年8月7日、現役引退を発表した。

#### オールド・ボーイズ&オールド・ガールズ・クラブ
2022年2月に現役復帰し、ウルグアイのオールド・ボーイズ&オールド・ガールズ・クラブのシニアチーム（40歳以上の選手で構成）に入団。ウルグアイ大学スポーツリーグ（Liga Universitaria de Deportes）でリーグ戦を戦うこととなった。2月23日、再デビューを果たし、左コーナーキックのキッカーを任されたフォルランは、これを直接ゴールに沈めた。

### テニス選手
2023年7月テニスの国際大会に初出場を果たす。
2024年も45歳以上カテゴリーの最高ランクの男子シングルスの国際大会に出場している。11月にプロ選手としてデビュー。

### 代表

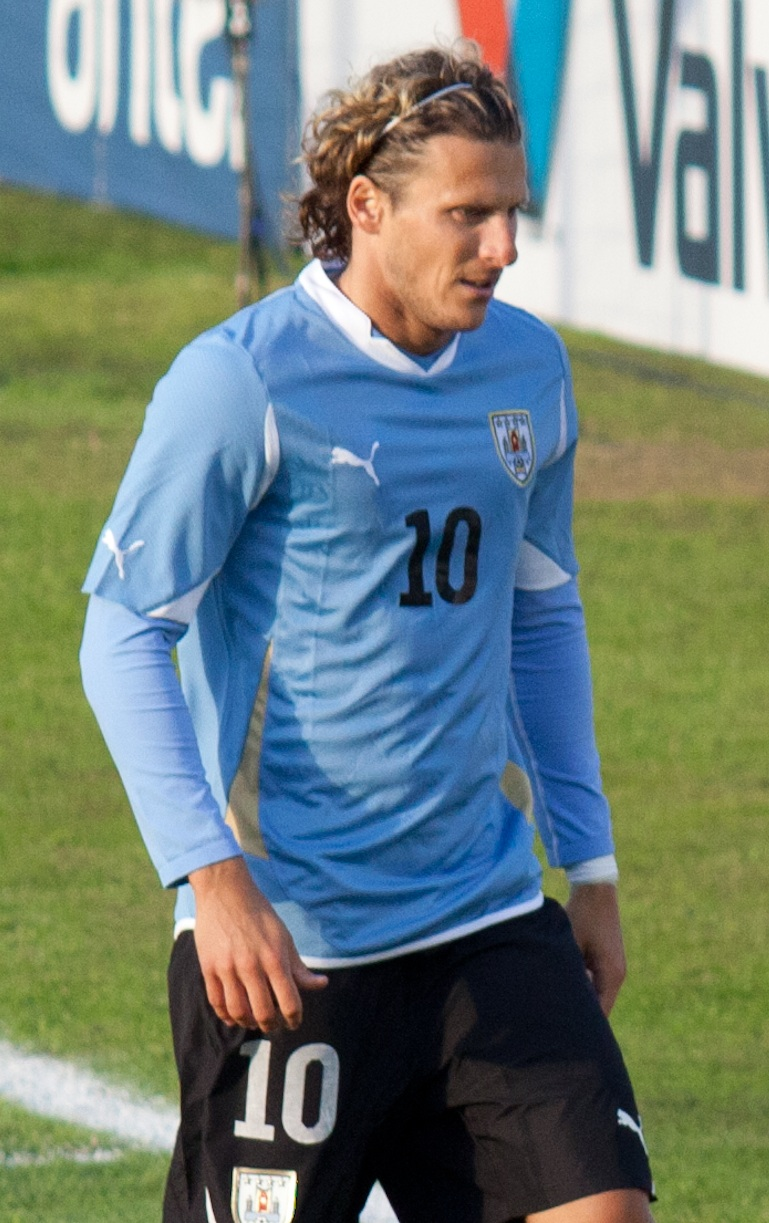
ウルグアイ代表でプレーするフォルラン

2002年にウルグアイ代表に初招集され、3月27日に行われたサウジアラビア代表との国際親善試合でデビュー。同年に開催された2002 FIFAワールドカップに出場し、グループリーグのセネガル代表戦でボレーシュートを決めたが、チームはグループリーグで敗退した。
2007年頃に代表レギュラーの座を獲得し、コパ・アメリカ2007準決勝ではブラジル代表相手に得点したが、PK戦でシュートをミスし、チームは5-4で敗れた。2008年6月17日、2010 FIFAワールドカップ・南米予選のペルー代表戦ではハットトリックを達成した。
2010 FIFAワールドカップでは第2キャプテンを任され、グループリーグ第2戦の南アフリカ代表戦ではミドルシュートとPKで2得点を挙げ、大会選定のマンオブザマッチに選出された。他にもグループリーグ初戦のフランス代表戦、準々決勝のガーナ代表戦でもマンオブザマッチに選出され、7試合でチーム最多の5得点を挙げて得点王タイとなり、ウルグアイの40年ぶりの4位進出に貢献。この活躍により、大会MVPにあたるFIFAゴールデンボール賞を獲得した。
コパ・アメリカ2011では決勝のパラグアイ代表戦で2得点を挙げ、ウルグアイの6大会ぶり15度目の優勝に貢献。祖父から続く3代続けてのコパ・アメリカ制覇を達成 すると共に、エクトル・スカローネと並びウルグアイ代表通算最多得点となった。2010年10月11日、2014 FIFAワールドカップ・南米予選のパラグアイ代表戦で得点し、ウルグアイ代表単独最多得点となった。
2013年6月20日のFIFAコンフェデレーションズカップ2013、ナイジェリア代表戦で、ウルグアイ代表史上初となる通算100試合出場を達成。また、この試合では決勝点を挙げた。
2014年、ブラジルで開催された2014 FIFAワールドカップでも代表入りを果たし、同年6月28日に行われたコロンビア代表戦が最後の代表出場となった。
2015年3月12日、ウルグアイ代表からの引退を表明した。

## エピソード
- セレッソ大阪の入団会見では、長い日本語での挨拶を行い、最後には「おおきに」と関西弁を交えた[51]。
- 自身のキャリアが映画化されることになった[52]。
- 2015年9月1日に第1子が出来、父親になることが発表された[53]。

## 所属クラブ
ユース
- 1998年 CAペニャロール
- 1998年 ダヌービオFC

シニア
- 1998年 - 2002年 CAインデペンディエンテ
- 2002年 - 2004年 マンチェスター・ユナイテッドFC
- 2004年 - 2007年 ビジャレアルCF
- 2007年 - 2011年 アトレティコ・マドリード
- 2011年 - 2012年 インテル・ミラノ
- 2012年 - 2013年 SCインテルナシオナル
- 2014年 - 2015年6月 セレッソ大阪
- 2015年7月 - 2016年6月 ペニャロール
- 2016年8月 - 同年12月 ムンバイ・シティFC
- 2018年1月 - 同年5月 傑志

## 個人成績

### クラブでの出場成績
| クラブ                         | シーズン | リーグ | リーグ | カップ | カップ | 国際大会 | 国際大会 | 合計 | 合計 |
| クラブ                         | シーズン | 出場   | 得点   | 出場   | 得点   | 出場     | 得点     | 出場 | 得点 |
| ------------------------------ | -------- | ------ | ------ | ------ | ------ | -------- | -------- | ---- | ---- |
| CAインデペンディエンテ         | 1998/99  | 2      | 0      | -      | -      | -        | -        | 2    | 0    |
| CAインデペンディエンテ         | 1999/00  | 24     | 7      | -      | -      | -        | -        | 24   | 7    |
| CAインデペンディエンテ         | 2000/01  | 36     | 18     | -      | -      | 6        | 2        | 42   | 20   |
| CAインデペンディエンテ         | 2001/02  | 18     | 12     | -      | -      | 5        | 1        | 23   | 13   |
| CAインデペンディエンテ         | 通算     | 80     | 37     | -      | -      | 11       | 3        | 91   | 40   |
| マンチェスター・ユナイテッドFC | 2001/02  | 13     | 0      | -      | -      | 5        | 0        | 18   | 0    |
| マンチェスター・ユナイテッドFC | 2002/03  | 25     | 6      | 2      | 0      | 13       | 1        | 45   | 9    |
| マンチェスター・ユナイテッドFC | 2003/04  | 24     | 4      | 2      | 1      | 4        | 2        | 32   | 8    |
| マンチェスター・ユナイテッドFC | 2004/05  | 1      | 0      | 0      | 0      | 1        | 0        | 2    | 0    |
| マンチェスター・ユナイテッドFC | 通算     | 63     | 10     | 4      | 1      | 23       | 3        | 98   | 17   |
| ビジャレアルCF                 | 2004/05  | 38     | 25     | 1      | 0      | 0        | 0        | 38   | 25   |
| ビジャレアルCF                 | 2005/06  | 32     | 10     | 2      | 0      | 13       | 3        | 47   | 13   |
| ビジャレアルCF                 | 2006/07  | 36     | 19     | 4      | 1      | 2        | 1        | 40   | 21   |
| ビジャレアルCF                 | 通算     | 106    | 54     | 7      | 1      | 15       | 4        | 128  | 59   |
| アトレティコ・マドリード       | 2007/08  | 36     | 16     | 6      | 1      | 11       | 6        | 53   | 23   |
| アトレティコ・マドリード       | 2008/09  | 33     | 32     | 3      | 1      | 9        | 2        | 45   | 35   |
| アトレティコ・マドリード       | 2009/10  | 33     | 18     | 6      | 3      | 17       | 7        | 56   | 28   |
| アトレティコ・マドリード       | 2010/11  | 32     | 8      | 3      | 1      | 7        | 1        | 42   | 10   |
| アトレティコ・マドリード       | 通算     | 134    | 74     | 18     | 6      | 44       | 16       | 196  | 96   |
| インテル・ミラノ               | 2011/12  | 18     | 2      | 0      | 0      | 2        | 0        | 20   | 2    |
| インテル・ミラノ               | 通算     | 18     | 2      | 0      | 0      | 2        | 0        | 20   | 2    |
| インテルナシオナル             | 2012     | 19     | 5      | 0      | 0      | -        | -        | 19   | 5    |
| インテルナシオナル             | 2013     | 15     | 5      | 8      | 3      | -        | -        | 23   | 8    |
| インテルナシオナル             | 通算     | 34     | 10     | 8      | 3      | -        | -        | 42   | 13   |
| セレッソ大阪                   | 2014     | 26     | 7      | 1      | 0      | 6        | 2        | 33   | 9    |
| セレッソ大阪                   | 2015     | 16     | 10     | -      | -      | -        | -        | 16   | 10   |
| セレッソ大阪                   | 通算     | 42     | 17     | 1      | 0      | 6        | 2        | 50   | 19   |
| CAペニャロール                 | 2015/16  | 30     | 8      | 0      | 0      | 3        | 0        | 33   | 8    |
| CAペニャロール                 | 通算     | 30     | 8      | 0      | 0      | 3        | 0        | 33   | 8    |
| ムンバイ・シティFC             | 2016     | 11     | 5      | -      | -      | -        | -        | 11   | 5    |
| ムンバイ・シティFC             | 通算     | 11     | 5      | -      | -      | -        | -        | 11   | 5    |
| 傑志                           | 2017/18  | 7      | 5      | 0      | 0      | 5        | 0        | 9    | 5    |
| 傑志                           | 通算     | 7      | 5      | 0      | 0      | 5        | 0        | 9    | 5    |
| 通算                           | 通算     | 525    | 222    | 38     | 11     | 109      | 28       | 674  | 261  |

## 代表歴

### 出場大会
- ウルグアイ代表
  - 2002 FIFAワールドカップ
  - 2010 FIFAワールドカップ
  - 2014 FIFAワールドカップ

### 試合数
- 国際Aマッチ 112試合 36得点（2002年-2014年）[54]

| ウルグアイ代表 | 国際Aマッチ | 国際Aマッチ |
| 年             | 出場        | 得点        |
| -------------- | ----------- | ----------- |
| 2002           | 5           | 2           |
| 2003           | 7           | 5           |
| 2004           | 11          | 2           |
| 2005           | 9           | 2           |
| 2006           | 3           | 0           |
| 2007           | 9           | 5           |
| 2008           | 7           | 3           |
| 2009           | 9           | 3           |
| 2010           | 11          | 7           |
| 2011           | 13          | 3           |
| 2012           | 9           | 1           |
| 2013           | 14          | 3           |
| 2014           | 5           | 0           |
| 通算           | 112         | 36          |

### 得点
| #  | 開催日         | 開催地                               | 対戦国           | スコア | 結果 | 大会                                 |
| -- | -------------- | ------------------------------------ | ---------------- | ------ | ---- | ------------------------------------ |
| 1  | 2002年3月27日  | サウジアラビア、ダンマーム           | サウジアラビア   | 0–1    | 3–2  | 親善試合                             |
| 2  | 2002年6月11日  | 韓国、水原市                         | セネガル         | 3–2    | 3–3  | 2002 FIFAワールドカップ              |
| 3  | 2003年3月28日  | 日本、東京都                         | 日本             | 0–1    | 2–2  | 親善試合                             |
| 4  | 2003年8月20日  | イタリア、フィレンツェ               | アルゼンチン     | 1–0    | 2–3  | 親善試合                             |
| 5  | 2003年9月7日   | ウルグアイ、モンテビデオ             | ボリビア         | 1–0    | 5–0  | 2006 FIFAワールドカップ・南米予選    |
| 6  | 2003年11月19日 | ブラジル、クリティーバ               | ブラジル         | 2–1    | 3–3  | 2006 FIFAワールドカップ・南米予選    |
| 7  | 2003年11月19日 | ブラジル、クリティーバ               | ブラジル         | 2–2    | 3–3  | 2006 FIFAワールドカップ・南米予選    |
| 8  | 2004年6月1日   | ウルグアイ、モンテビデオ             | ペルー           | 1–3    | 1–3  | 2006 FIFAワールドカップ・南米予選    |
| 9  | 2004年7月10日  | ペルー、チクラーヨ                   | エクアドル       | 1–0    | 2–1  | コパ・アメリカ2004                   |
| 10 | 2005年3月30日  | ウルグアイ、モンテビデオ             | ブラジル         | 1–0    | 1–1  | 2006 FIFAワールドカップ・南米予選    |
| 11 | 2005年6月4日   | ベネズエラ、マラカイボ               | ベネズエラ       | 0–1    | 1–1  | 2006 FIFAワールドカップ・南米予選    |
| 12 | 2007年6月2日   | オーストラリア、シドニー             | オーストラリア   | 1–1    | 1–2  | 親善試合                             |
| 13 | 2007年7月7日   | ベネズエラ、サン・クリストバル       | ベネズエラ       | 0–1    | 1–4  | コパ・アメリカ2007                   |
| 14 | 2007年7月7日   | ベネズエラ、サン・クリストバル       | ベネズエラ       | 1–4    | 1–4  | コパ・アメリカ2007                   |
| 15 | 2007年7月10日  | ベネズエラ、マラカイボ               | ブラジル         | 1–1    | 2–2  | コパ・アメリカ2007                   |
| 16 | 2007年10月13日 | ウルグアイ、モンテビデオ             | ボリビア         | 2–0    | 5–0  | 2010 FIFAワールドカップ・南米予選    |
| 17 | 2008年6月17日  | ウルグアイ、モンテビデオ             | ペルー           | 1–0    | 6–0  | 2010 FIFAワールドカップ・南米予選    |
| 18 | 2008年6月17日  | ウルグアイ、モンテビデオ             | ペルー           | 2–0    | 6–0  | 2010 FIFAワールドカップ・南米予選    |
| 19 | 2008年6月17日  | ウルグアイ、モンテビデオ             | ペルー           | 3–0    | 6–0  | 2010 FIFAワールドカップ・南米予選    |
| 20 | 2009年3月28日  | ウルグアイ、モンテビデオ             | パラグアイ       | 1–0    | 2–0  | 2010 FIFAワールドカップ・南米予選    |
| 21 | 2009年6月10日  | ベネズエラ、プエルト・オルダス       | ベネズエラ       | 1–2    | 2–2  | 2010 FIFAワールドカップ・南米予選    |
| 22 | 2009年10月10日 | エクアドル、キト                     | エクアドル       | 1–2    | 1–2  | 2010 FIFAワールドカップ・南米予選    |
| 23 | 2010年3月3日   | スイス、ザンクト・ガレン             | スイス           | 1–1    | 1–3  | 親善試合                             |
| 24 | 2010年5月26日  | ウルグアイ、モンテビデオ             | イスラエル       | 1–0    | 3–1  | 親善試合                             |
| 25 | 2010年6月16日  | 南アフリカ共和国、プレトリア         | 南アフリカ共和国 | 0–1    | 0–3  | 2010 FIFAワールドカップ              |
| 26 | 2010年6月16日  | 南アフリカ共和国、プレトリア         | 南アフリカ共和国 | 0–2    | 0–3  | 2010 FIFAワールドカップ              |
| 27 | 2010年7月2日   | 南アフリカ共和国、ヨハネスブルグ     | ガーナ           | 1–1    | 1–1  | 2010 FIFAワールドカップ準々決勝      |
| 28 | 2010年7月6日   | 南アフリカ共和国、ケープタウン       | オランダ         | 1–1    | 2–3  | 2010 FIFAワールドカップ準決勝        |
| 29 | 2010年7月10日  | 南アフリカ共和国、ポート・エリザベス | ドイツ           | 2–1    | 2–3  | 2010 FIFAワールドカップ3位決定戦     |
| 30 | 2011年7月24日  | アルゼンチン、ブエノスアイレス       | パラグアイ       | 2–0    | 3–0  | コパ・アメリカ2011決勝               |
| 31 | 2011年7月24日  | アルゼンチン、ブエノスアイレス       | パラグアイ       | 3–0    | 3–0  | コパ・アメリカ2011決勝               |
| 32 | 2011年10月11日 | パラグアイ、アスンシオン             | パラグアイ       | 0–1    | 1–1  | 2014 FIFAワールドカップ・南米予選    |
| 33 | 2012年6月2日   | ウルグアイ、モンテビデオ             | ベネズエラ       | 1–0    | 1–1  | 2014 FIFAワールドカップ・南米予選    |
| 34 | 2013年6月20日  | ブラジル、サルヴァドール             | ナイジェリア     | 1–2    | 1–2  | FIFAコンフェデレーションズカップ2013 |
| 35 | 2013年8月14日  | 日本、宮城県                         | 日本             | 0–1    | 2–4  | キリンチャレンジカップ2013           |
| 36 | 2013年8月14日  | 日本、宮城県                         | 日本             | 0–2    | 2–4  | キリンチャレンジカップ2013           |

## 監督成績
2021年9月15日現在
| クラブ       | 国             | 就任           | 退任          | 記録 | 記録 | 記録 | 記録 | 記録 | 記録 | 記録   | 記録   |
| クラブ       | 国             | 就任           | 退任          | 試合 | 勝   | 分   | 負   | 得点 | 失点 | 得失点 | 勝率 % |
| ------------ | -------------- | -------------- | ------------- | ---- | ---- | ---- | ---- | ---- | ---- | ------ | ------ |
| ペニャロール | ウルグアイの旗 | 2019年12月20日 | 2020年8月31日 | 11   | 4    | 3    | 4    | 12   | 12   | +0     | 036.36 |
| アテナス     | ウルグアイの旗 | 2021年3月17日  | 2021年9月16日 | 12   | 4    | 5    | 3    | 16   | 8    | +8     | 033.33 |
| 通算         | 通算           | 通算           | 通算          | 23   | 8    | 8    | 7    | 28   | 20   | +8     | 034.78 |

## タイトル

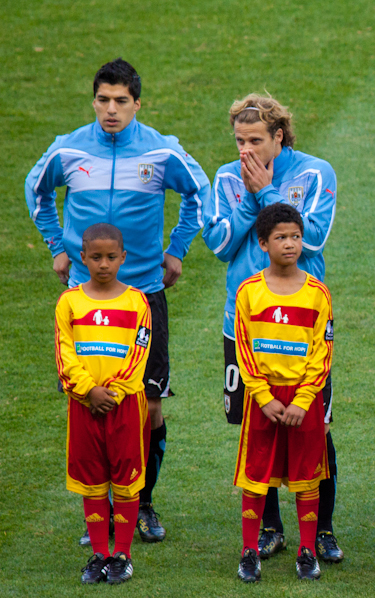
2010 FIFAワールドカップでのフォルラン（右）とスアレス

### クラブ
マンチェスター・ユナイテッドFC
- プレミアリーグ : 2002-03
- FAカップ : 2004
- FAコミュニティ・シールド : 2003

アトレティコ・マドリード
- UEFAヨーロッパリーグ : 2009-2010
- UEFAスーパーカップ : 2010

### 代表
ウルグアイ代表
- コパ・アメリカ : 2011

### 個人
- ヨーロッパ・ゴールデンシュー : 2004-2005、2008-09
- ピチーチ賞 : 2004-05、2008-09
- FIFAワールドカップ・ベストイレブン : 2010
- FIFAゴールデンボール賞 : 2010

## 映画
- 『DF10』[52]（日本での公開は未定）